# Yōko Hikasa
Yōko Hikasa (jap. 日笠 陽子 Hikasa Yōko; ur. 16 lipca 1985 w prefekturze Kanagawa) – japońska seiyū i piosenkarka. Znana jest między innymi z ról Rias Gremory w High School DxD, Mio Akiyamy w K-On!, czy Kyōko Kirigiri w Danganronpie.

## Biografia
Hikasa zainteresowała się aktorstwem podczas oglądania serii Czarodziejka z Księżyca i Neon Genesis Evangelion. Uczęszczała do Nihon Narration Engi Kenkyūjo, szkoły szkolącej aktorów głosowych. Wraz z Kaną Hanazawą, Yuką Iguchi, Riną Hidaką i Yui Ogurą utworzyła popową grupę muzyczną o nazwie Ro-Kyu-Bu!, w której każda z nich przyjęła imię odgrywanej przez siebie postaci w serialu anime Ro-Kyu-Bu!. Ich pierwszy singiel, zatytułowany „Shoot!”, został wydany 17 sierpnia 2011 i został wykorzystany jako motyw otwierający serię. Album Pure Elements został wydany 5 października 2011. Od 2015 roku Hikasa jest mężatką.
20 stycznia 2023 Hikasa ogłosiła, że po odejściu z agencji I’m Enterprise będzie kontynuować pracę jako freelancerka.

## Filmografia

### Seriale anime
2007
- Sketchbook ~full color’S~ – Minamo Negishi

2008
- Ghost Hound – uczennica szkoły podstawowej B (odc. 12)
- Monochrome Factor – uczennica (odc. 5)

2009
- Asura Cryin’– Ritsu Shioizumi
- Asura Cryin’ 2 – Ritsu Shiozumi
- Basquash! – dziecko B (odc. 2), Nyapico (odc. 1)
- Tetsuwan Birdy: Decode – kapłanka (odc. 12)
- K-On! – Mio Akiyama[5]
- Yoku wakaru gendai mahō – Mio Kisaragi (odc. 2), urzędniczka (odc. 4)
- Nogizaka Haruka no himitsu: Purezza – Iwai Hinasaki i Yayoi Kayahara
- Toradora! – uczennica (odc. 18)
- Umineko no naku koro ni – Satan

2010
- Uragiri wa boku no namae o shitteiru – Rina
- Chu-Bra!! – Kiyono Amahara
- Ichiban ushiro no dai maō – Junko Hattori
- Sora no otoshimono – Hiyori Kazane
- Kakko-kawaii sengen! – Kao-chan
- K-On!! – Mio Akiyama[5]
- MonHun nikki girigiri airū-mura airū kiki ippatsu – Nyaster
- Seikimatsu Occult gakuin – Maya Kumashiro
- Panty & Stocking with Garterbelt – kobieta (odc. 8A)
- Seikon no Qwaser – Hana Katsuragi
- Seitokai yakuindomo – Shino Amakusa
- Sekirei: Pure Engagement – Yashima
- Stitch!: Zutto saikō no tomodachi – Reika
- Working!! – Izumi Takanashi
- Yumeiro Patissiere – Katie Capucine

2011
- Beelzebub – Azusa Fujisaki
- Dog Days – Brioche d’Arquien
- Hanasaku Iroha – Enishi Shijima (dziecko)
- Infinite Stratos – Houki Shinonono
- Kore wa Zombie desu ka? – Seraphim
- Nurarihyon no mago: Sennen makyō – córka Kyōkotsu
- Manyū hiken-chō – Oume
- MonHun nikki girigiri airū-mura G – Nyaster
- Moshidora – Minami Kawashima
- Seikon no Qwaser II – Hana Katsuragi
- Rio: Rainbow Gate! – Linda (LINDA-R-2007)
- Ro-Kyu-Bu! – Saki Nagatsuka
- Working’!! – Izumi Takanashi

2012
- Hagure yūsha no Estetica – Myuu Ōsawa[6]
- Mōretsu Pirates – Lynn Lambretta
- Btooom! – Hidemi Kinoshita
- Campione! – Erica Blandelli
- Code:Breaker – Sakura Sakurakōji[7]
- Danshi kōkōsei no nichijō – Bungaku Shōjo[8]
- Dog Days’ – Brioche d'Arquien
- Gokujō. Gokurakuin joshi kōryō monogatari – Aya Akabane
- Hayate no gotoku! Can't Take My Eyes Off You – Kayura Tsurugino
- High School DxD – Rias Gremory[9]
- Hyōka – przewodnicząca grupy badawczej testów (odc. 13)
- Inu × Boku SS – Nobara Yukinokōji
- Kingdom – Kyō Kai
- Koi to senkyo to Chocolate – Kimika Haida
- Kore wa Zombie desu ka? of the Dead – Seraphim
- Suki-tte ii na yo – uczennica
- Sengoku Collection – Vengeful Fang Akechi Mitsuhide
- Medaka Box Abnormal – Saki Sukinasaki
- Muv-Luv Alternative: Total Eclipse – Niram Rawamunando
- Phi Brain: Kami no Puzzle – Orpheus Order-hen – Mizerka
- Tanken Driland – Haruka

2013
- Cuticle Tantei Inaba – Gabriella[10]
- Danganronpa: The Animation – Kyōko Kirigiri[11]
- Yama no susume – Kaede Saitō[12]
- Hataraku maō-sama! – Emi Yusa/Emilia Justina[13]
- Aku no hana – Nanako Saeki[14]
- Free! – Rei Ryugazaki (dziecko)
- Boku wa tomodachi ga sukunai Next – Hinata Hidaka[15]
- Hayate no gotoku! Cuties – Kayura Tsurugino
- High School DxD New – Rias Gremory
- Infinite Stratos 2 – Houki Shinonono
- Karneval – Tsubaki
- Kingdom 2 – Kyō Kai
- Majestic Prince – Kei Kugimiya[16]
- Pokémon: Czerń i Biel: Ścieżki przeznaczenia – Ellie
- Ro-Kyu-Bu! SS – Saki Nagatsuka
- Hyakka ryōran Samurai Girls – Musashi Miyamoto[17]
- Dansai Bunri no Crime Edge – Ruka Shihoudou
- Senki zesshō Symphogear G – Maria Cadenzavna Eve
- Tamako Market – Hinako Kitashirakawa, Mari Uotani[18]
- Tanken Driland: 1000-nen no mahō – Haruka

2014
- Seirei tsukai no Bladedance – Restia Ashdoll
- Kenzen Robo Daimidaler – Kyōko Sonan[19]
- Fūun ishin dai shōgun – Hyōgo Asai
- Yama no susume sezon 2 – Kaede Saitō
- Kindaichi shōnen no jikenbo Returns – Runa Mizuki
- Ore, Twintail ni narimasu. – Isna[20]
- Girlfriend (kari) – Risa Shinomiya
- Hanamonogatari – Higasa
- Kanojo ga Flag o oraretara – Rin Eiyūzaki[21]
- M3: Sono kuroki hagane – Emiru Hazaki[22]
- Mushishi zoku shō – Teru
- Nobunaga The Fool – Jeanne Kaguya d’Arc[23]
- No Game No Life – Stephanie Dola[24]
- Phi Brain: Kami no Puzzle – Mizerka
- Pokémon X i Y – Nami
- Saki zenkoku-hen – Satoha Tsujigaito
- Seitokai yakuindomo* – Shino Amakusa
- Sword Art Online II – Endō
- Terraformars – Grace
- Trinity Seven – Mira Yamana[25]
- Z/X Ignition – Michael

2015
- Shingeki! Kyojin chūgakkō – Frieda Reiss
- Bikini Warriors – Fighter[26]
- Rakudai kishi no Cavalry – Kanata Totokuba
- Dog Days – Brioche d’Arquien
- Fate/kaleid liner Prisma Illya 2wei Herz! – Hibari Kurihara
- Kulinarne pojedynki – Natsume Sendawara, Orie Sendawara
- Gate: Jieitai kano chi nite, kaku tatakaeri – Yao Haa Dusi
- High School DxD BorN – Rias Gremory
- Dungeon ni deai o motomeru no wa machigatteiru darō ka – Freya
- Junketsu no Maria – Artemis[27]
- Kidō senshi Gundam: Tekketsu no Orphans – Lafter Frankland
- Jitsu wa watashi wa – Tōko Shiragami
- Ranpo kitan: Game of Laplace – Kuro Tokage[28]
- Kyōkai no Rinne – Rina Mizuki
- Rokka no yūsha – Nachetanya[29]
- Owari no Seraph – Horn Skuld, Tomoe Saotome
- Owari no Seraph: Nagoya Kessen-hen – Horn Skuld
- Hibike! Euphonium – Aoi Saitō[30]
- Subete ga F ni naru – Ayako Shimada[31]
- Senki zesshō Symphogear GX – Maria Cadenzavna Eve
- Yurikuma arashi – Kaoru Harishima[32]
- Working!!! – Izumi Takanashi

2016
- Bakuon!! – Tazuko[33]
- Berserk – Farnese[34]
- Bubuki buranki – Mami Horino/Zetsubi Hazama[35]
- Bubuki buranki: Hoshi no kyojin – Zetsubi Hazama, Double de Vaire
- Cheating Craft – Li Xing/Anri[36]
- Classicaloid – Kurage
- Danganronpa 3: The End of Kibōgamine Gakuen – Kyoko Kirigiri
- Dimension W – Cedric Morgan
- Flip Flappers – Sayuri[37]
- Gate: Jieitai kanochi nite, kaku tatakaeri – Enryū-hen – Yao Haa Dusi
- Hitori no shita: The Outcast – Natsuka[38]
- Keijo!!!!!!!! – Miku Kobayakawa
- Macross Delta – Claire Paddle
- Magi: Adventure of Sinbad – Esra
- Mahō shōjo ikusei keikaku – Sanae Mokuou[39]
- New Game! – Kō Yagami[40]
- Long Riders! – Saki Takamiya[41]
- Phantasy Star Online 2 The Animation – Echo
- Oshiete! Galko-chan – starsza siostra Galko, protagonistka (odc. 11)
- Pokémon: XY & Z – Amelia
- Re: Zero – Życie w innym świecie od zera – szalona kobieta (odc. 22)
- Regalia: The Three Sacred Stars – Ryu (odc. 6)
- Amaama to inazuma – matka Mikio
- Hibike! Euphonium 2 – Aoi Saitō
- Fune o amu – Midori Kishibe
- Posępny Mononokean – Kōra
- Saijaku muhai no Bahamut – Relie Aingram
- WWW.Working!! – Sayuri Muranushi[42]

2017
- Aho Girl – Yoshie Hanabatake[43]
- Aikatsu Stars! – Elza Forte[44]
- Shōkoku no Altair – Shara[45]
- Berserk sezon 2 – Farnese
- Uchōten kazoku 2 – Gyokuran[46]
- Fūka – Tomomi-sensei[47]
- Hand Shakers – Bind[48]
- Demi-chan wa kataritai – Sakie Satō[49]
- Wielka wojna zodiaku – Toshiko Inō/Dzik
- Little Witch Academia – Diana Cavendish[50]
- New Game!! – Kō Yagami
- Piace: Watashi no Italian – Ruri Fujiki[51]
- Re:Creators – Alicetelia February[52]
- Sakura Quest – młoda Chitose Oribe
- Sin: Nanatsu no taizai – Mammon[53]
- Senki zesshō Symphogear AXZ – Maria Cadenzavna Eve

2018
- Atak Tytanów sezon 3 – Frieda Reiss
- BanG Dream! Girls Band Party! Pico – Tomoe Udagawa[54]
- Saredo tsumibito wa ryū to odoru – Jivunya Lorezzo[55]
- Yama no susume sezon 3 – Kaede Saitō
- Goblin Slayer – wiedźma[56]
- High School DxD Hero – Rias Gremory
- Hinamatsuri – Utako[57]
- Hakyū hoshin engi – So Dakki[58]
- Junji Ito Collection – Riko
- Layton Mystery tanteisha: Katori no Nazotoki File – Olivia (odc. 2)
- Pop Team Epic – Popuko (odc. 4-A)
- Sword Art Online Alternative Gun Gale Online – Pitohui[59]

2019
- Aikatsu Friends! – Hibiki Tenshō[60]
- Arifureta shokugyō de sekai saikyō – Tio Klarus[61]
- BanG Dream! sezon 2 – Tomoe Udagawa
- Domestic na kanojo – Hina Tachibana[62]
- Granbelm – Anna Fugo[63]
- Isekai Cheat Magician – Grami[64]
- Dungeon ni deai o motomeru no wa machigatteiru darō ka sezon 2 – Freya
- Mahō shōjo tokushusen Asuka – Rau Peipei[65]
- Manaria Friends – Anne[66]
- No Guns Life – Olivier Juan de Belmer[67]
- Phantasy Star Online 2: Episode Oracle – Echo[68]
- Revisions – Chiharu Isurugi[69]
- Senki zesshō Symphogear XV – Maria Cadenzavna Eve
- Katsute kami datta kemono-tachi e – Liza Runecastle[70]
- W’z – Yukine
- Zoids Wild Zero – Jo Aysel[71]

2020
- BanG Dream! sezon 3 – Tomoe Udagawa
- BanG Dream! Girls Band Party! Pico: Ohmori – Tomoe Udagawa[72]
- Detektyw Conan – An Oide (odc. 990–991)
- Dragon Quest: Dai no Daibōken – Zulbon[73]
- Ochikobore Fruit Tart – Hoho Kajino[74]
- ID: Invaded – Keiko Kikuchi (odc. 4)
- Infinite Dendrogram – Marie Adler[75]
- Międzygatunkowi recenzenci – Aloe[76]
- Dungeon ni deai o motomeru no wa machigatteiru darō ka sezon 3 – Freya
- Gochūmon wa Usagi desu ka? BLOOM – przewodnicząca samorządu uczniowskiego[77]
- Jujutsu Kaisen – Utahime Iori[78]
- Listeners – Stür Neubauten[79]
- Pokémon 2019 – Saitō (Bea)[80]
- Majutsushi Orphen – Azalie Cait Sith
- Mahouka kōkō no rettōsei: Raihōsha-hen – Angelina Kudou Shields
- Fugō keiji Balance: Unlimited – Yoko (odc. 1)
- Tower of God – Hwa Ryun/Karen[81]
- Majo no tabitabi – Sheila[82]

2021
- BanG Dream! Girls Band Party! Pico Fever! – Tomoe Udagawa[83]
- Księga Vanitasa – Veronica de Sade[84]
- Hataraku saibō Black – biała krwinka (neutrofil)[85]
- Niepokonana Jahy – dozorczyni[86]
- Uramichi oniisan – Mabui Daga[87]
- Moriarty – Irene Adler/James Bond[88]
- Night Head 2041 – Kimie Kobayashi[89]
- Kaifuku jutsushi no yarinaoshi – Keara[90]
- Król szamanów – Yoh Asakura[91]
- Shadows House – Dorothy[92]
- Shinka no mi: Shiranai uchi ni kachigumi jinsei – Louise Balze[93]
- Kyūketsuki sugu shinu – Maria[94]
- Vivy: Fluorite Eye’s Song – Estella[95]
- Lupin III Part 6 – kelnerka w restauracji (odc. 4)

2022
- Kakkō no iinazuke – Namie Umino[96]
- Arifureta shokugyō de sekai saikyō sezon 2 – Tio Klarus
- Arknights: Prelude to Dawn – Kal’tsit[97]
- Zew nocy – Kiyosumi Shirakawa[98]
- Yama no susume: Next Summit – Kaede Saitō
- Extreme Hearts – RiN[99]
- Gunjō no Fanfāre – Akari Sumeragi[100]
- Love Live! Nijigasaki High School Idol Club Season 2(inne języki) – Kaoruko Mifune
- Love of Kill – Mifa[101]
- Mamahaha no tsurego ga motokano datta – Madoka Tanesato[102]
- Orient – Kuroko Usami[103]
- Princess Connect! Re:Dive sezon 2 – Nozomi[104]
- RPG fudōsan – Satona[105]
- RWBY: Hyōsetsu teikoku – Weiss Schnee[106]
- Summer Time Rendering – Hizuru Minakata[107]
- Hataraku maō-sama!! – Emi Yusa/Emilia Justina
- Kage no jitsuryokusha ni naritakute! – Iris Midgar[108]
- Tensai ōji no akaji kokka saisei jutsu – Fyshe Blundell[109]

2023
- Otonari ni ginga – Momoka Morikuni[110]
- Ars no kyojū – Romana[111]
- Goblin Slayer II – wiedźma[112]
- Watashi no oshi wa akuyaku reijō. – Yu Bauer[113]
- LV1 maō to One Room yūsha – Zenia[114]
- Mononogatari – Karakasa no Tsukumogami[115]
- Kamonohashi Ron no kindan suiri – Amamiya[116]
- Shangri-La Frontier – Arthur Pencilgon/Towa Amane[117]
- Okashi na tensei – Brioche Salgret Mill Leteche[118]
- Dekiru neko wa kyō mo yūutsu – matka Yume[119]
- Hikikomari kyūketsuki no monmon – Karen Helvetius[120]
- Genjitsu no Yohane – Lailaps[121]

2024
- Highspeed Etoile – Kanata Asakawa[122]
- Shaman King: Flowers – Hana Asakura[123]

### Dramy CD
- Sekai de ichiban tsuyoku naritai! (2011) – Elena Miyazawa[124]
- Watashi ni shinasai! (2012) – Yukina Himuro
- Taiyō no ie (2012) – Chihiro
- Last Game (2015–2016) – Mikoto Kujō[125]
- Yōkai gakkō no sensei hajimemashita! – Beniko Zashiki
- Zapiski zielarki (2020) – Gyokuyō[126]

### OVA
- Final Fantasy VII Advent Children Complete (2009) – mieszkanka Edge
- Code Geass: Bōkoku no Akito (2012) – Kousaka Ayano[127]
- Yozakura Quartet: Tsuki ni naku (2013) – Nadeshiko Matsudaira[128]
- Yankee-kun na Yamada-kun to megane-chan to majo (2015) – Hana Adachi[129]

### ONA
- Manga de wakaru shinryōnaika (2015) – Iyashi Kangoshi[130]
- Eyedrops (2016) – Neostigmine Methylsulfate[131]
- Miru Tights (2019) – Yua Nakabeni[132]
- 7 Seeds (2019) – Hana Sugurono[133]
- Vlad Love (2021) – Jinko Sumida[134]
- High-Rise Invasion (2021) – Yayoi Kusakabe[135]
- Bastard!! -Heavy Metal, Dark Fantasy- (2022) – Arshes Nei[136]
- Romantic Killer (2022) – Yukana Kishi
- Junji Ito: Makabryczne japońskie opowieści (2023) – Chiemi[137]
- Pluto (2023) – Atom[138]

### Filmy anime
- Keroro gunsō Movie 3: Tenkū daikessen de arimasu! (2008) – kobieta C
- Sora no otoshimono: Tokeijikake no Angeloid (2011) – Hiyori Kazane
- K-On! Movie (2011) – Mio Akiyama
- Hayate no gotoku! Heaven is a Place on Earth (2011) – Kayura Tsurugino
- Inazuma Eleven GO vs Danball senki W (2012) – Fran
- Hal (2013) – Kurumi[139]
- A Certain Magical Index: The Movie – The Miracle of Endymion (2013) – Shutaura Sequenzia
- Little Witch Academia (2013) – Diana Cavendish
- Planetarian: Hoshi no hito (2016) – Job[140]
- Ginga kikōtai Majestic Prince Movie: Kakusei no idenshi (2016) – Kei Kugimiya
- Trinity Seven Movie: The Eternal Library to Alchemist Girl (2017) – Mira Yamana
- Seitokai yakuindomo: The Movie (2017) – Shino Amakusa
- Mahōka kōkō no rettousei Movie: Hoshi wo yobu shōjo (2017) – Angelina Kudou Shields[141]
- No Game No Life: Zero (2017) – Corounne Dola[142]
- Kiedy zakwitnie obiecany kwiat (2018) – Tita[143]
- BanG Dream! Film Live (2019) – Tomoe Udagawa[144]
- Trinity Seven: Heavens Library to Crimson Lord (2019) – Mira Yamana
- Goblin Slayer: Goblin’s Crown (2020) – wiedźma
- BanG Dream! Episode of Roselia (2021) – Tomoe Udagawa
- BanG Dream! Film Live 2nd Stage (2021) – Tomoe Udagawa[145]
- Seitokai yakuindomo: Movie 2 (2021) – Shino Amakusa
- Eien no 831 (2022) – Akina[146]
- Rakudai majo: Fūka to yami no majo (2023) – Megaira[147]
- Sailor Moon Cosmos (2023) – Sailor Lead Crow[148]

### Gry wideo
- Granado Espada (2006) – Berroniff
- Megazone 23: Aoi Garland (2007) – Mami Nakagawa
- Ken to Mahou to Gakuen Mono (2008) – żeński gnom
- K-On! Hōkago Live!! (2010) – Mio Akiyama
- Danganronpa: Trigger Happy Havoc (2010) – Kyōko Kirigiri[149]
- Umineko no naku koro ni: Majo to suiri no rondo (2010) – Satan[149]
- L@ve once (2010) – Meru Toritome
- Black Rock Shooter: The Game (2011) – Shizu
- Umineko no naku koro ni chiru: Shinjitsu to gensō no Nocturne (2011) – Satan
- Lollipop Chainsaw (2012) – Juliet Starling (jako ustawienie domyślne w japońskiej wersji PS3)
- Phantasy Star Online 2 (2012) – Echo
- Senran Kagura Shinovi Versus (2013) – Ryōbi
- Super Heroine Chronicle (2014) – Houki Shinonono[150]
- Granblue Fantasy (2014) – Anne, Selfira
- Makai Shin Trillion (2015) – Faust
- Senran Kagura: Estival Versus (2015) – Ryōbi
- Valkyrie Drive: Bhikkhuni (2015) – Momo Kuzuryū
- Lord of Vermilion Arena (2015) – Yaiba
- 7th Dragon 2020 (2011)
  - 7th Dragon 2020-II (2013)
  - 7th Dragon III code:VFD (2016)[149]
- Dragon Quest Heroes II (2016) – Minea[149]
- Fushigi no Gensokyo 3 (2014) – Marisa Kirisame
  - Touhou Genso Wanderer (2015) – Marisa Kirisame
- The Alchemist Code (2016) – Agatha[151]
  - Fushigi no Gensokyo TOD -RELOADED- (2016) – Marisa Kirisame
- Super Robot Wars OG: The Moon Dwellers (2016) – Katia Grineal
- Street Fighter V (2016) – Laura Matsuda[149]
- Breath of Fire 6 (2016) – protagonistka[149]
- Girls’ Frontline (2016) – K11, Lewis
- World of Final Fantasy (2016) – Refia[149]
- Senki Zesshō Symphogear XD Unlimited (2017) – Maria Cadenzavna Eve
- Kirara Fantasia (2017) – Kanna
- Infinite Stratos: Archetype Breaker (2017) – Houki Shinonono
- Fire Emblem Heroes (2017) – Fir, Athena[149]
- BanG Dream! Girls Band Party! (2017) – Tomoe Udagawa
- Xenoblade Chronicles 2 (2017) – Nyuutsu[149]
- BlazBlue: Cross Tag Battle (2018) – Weiss Schnee[149]
- Azur Lane (2017) – USS Honolulu, USS St. Louis
- Sdorica (2018) – Hyacinthus Folrey, Hyacinthus SP
- Super Neptunia RPG (2018) – Kukei
- Dragalia Lost (2018) – Celliera
- Arknights (2019) – Kal’tsit
- Our World is Ended (2019) – Yoko Ichinose[152]
- Pokémon Masters EX (2019) – Elesa
- Girls X Battle 2 – Fencer[153]
- Fate/Grand Order (2020) – Kijyo Koyo
- Another Eden (2020) – Heena
- Moe! Ninja Girls RPG (2020) – Enju Saion-ji[154]
- Love Live! School Idol Festival All Stars(inne języki) (2020) – Kaoruko Mifune
- Persona 5 Strikers (2020) – Kuon Ichinose
- Atri: My Dear Moments (2020) – Catherine[155]
- Magia Record (2021) – Tsubaki Mikoto
- The Legend of Heroes: Kuro no Kiseki (2021) – Judith Ranster
- Alchemy Stars (2021) – Regina, Jona
- Counter:Side (2021) – Hilde
- Fairy Fencer F: Refrain Chord (2022) – Glace[156]
- The Legend of Heroes: Kuro no Kiseki II – Crimson Sin (2022) – Judith Ranster[157]
- Star Ocean: The Divine Force (2022) – Malkya Trathen[158]
- Echocalypse (2022) – Niz
- Goddess of Victory: Nikke (2022) – Neve[159]
- Dragon Quest Treasures (2022) – Bonnie, potwory[160]
- Fire Emblem Engage (2023) – Ivy
- Cookie Run: Kingdom (2023) – Blueberry Pie Cookie
- Honkai Impact 3rd (2023) – Vita[161]
- Omega Strikers (2023) – Estelle
- Yohane the Parhelion: Blaze in the Deepblue (2023) – Lailaps[162]

### Dubbing

#### Live-action
- Naprzeciw ciemności – Charlotte (Skye Bennett)[163]
- Alex Rider – Kyra Vashenko-Chao (Marli Siu)[164]
- Kapitan Marvel – Minn-Erva (Gemma Chan)[165]
- Potwór z Cleveland – Gina DeJesus (Katie Sarife)[166]
- Escape Room: Najlepsi z najlepszych – Claire (Isabelle Fuhrman)[167]
- Pogromcy duchów: Dziedzictwo – Lucky Domingo (Celeste O’Connor)[168]
- Good Sam – Dr. Lex Trulie (Skye P. Marshall)[169]
- Magadheera – Mithravinda/Indu (Kajal Aggarwal)[170]
- Nierealne – Mary Brighton (Eleanor Tomlinson)[171]
- Krzyk 4 – Jill Roberts (Emma Roberts)[172]

#### Animacje
- Stacyjkowo – Piper[173]
- Harmidom – Lori i Lucy[174]
- RWBY – Weiss Schnee[175]